# Nissan Presage
La Nissan Presage (in giapponese: 日産・プレサージュ, Hepburn: Nissan Puresāju) è una autovettura prodotta dalla casa automobilistica giapponese Nissan a partire dal 1998 al 2009.  
Costruita in due generazioni, è stata venduta  solo in Giappone, Hong Kong e Singapore.

## Prima generazione (U30; 1998-2003)
La prima generazione della Presage è stata lanciata da Nissan nel giugno 1998 per fare concorrenza alle Honda Odyssey e Toyota Estima. Disponibile con sette o nove posti, la maggiore parte della componentistica è stata ripresa dalla Nissan R'nessa, condividendo la piattaforma telaistica con la vecchia Nissan Bassara. Caratteristica della vettura, sono i sedili posteriori che possono essere ripiegati, con quelli della seconda fila chr possono anche essere sganciati e rimossi.
Al lancio a spingere la vettura c'erano due motorizzazioni: un V6 da 3,0 litri a benzina e un motore turbodiesel a quattro cilindri da 2,5 litri. Il turbodiesel è stato tolto dai listino nell'agosto 2001 e sostituito da un motore a benzina a quattro cilindri da 2,5 litri. Dopo un piccolo restyling avvenuto del 2001, sulla Presage è arrivato un nuovo allestimento chiamato Highway Star.

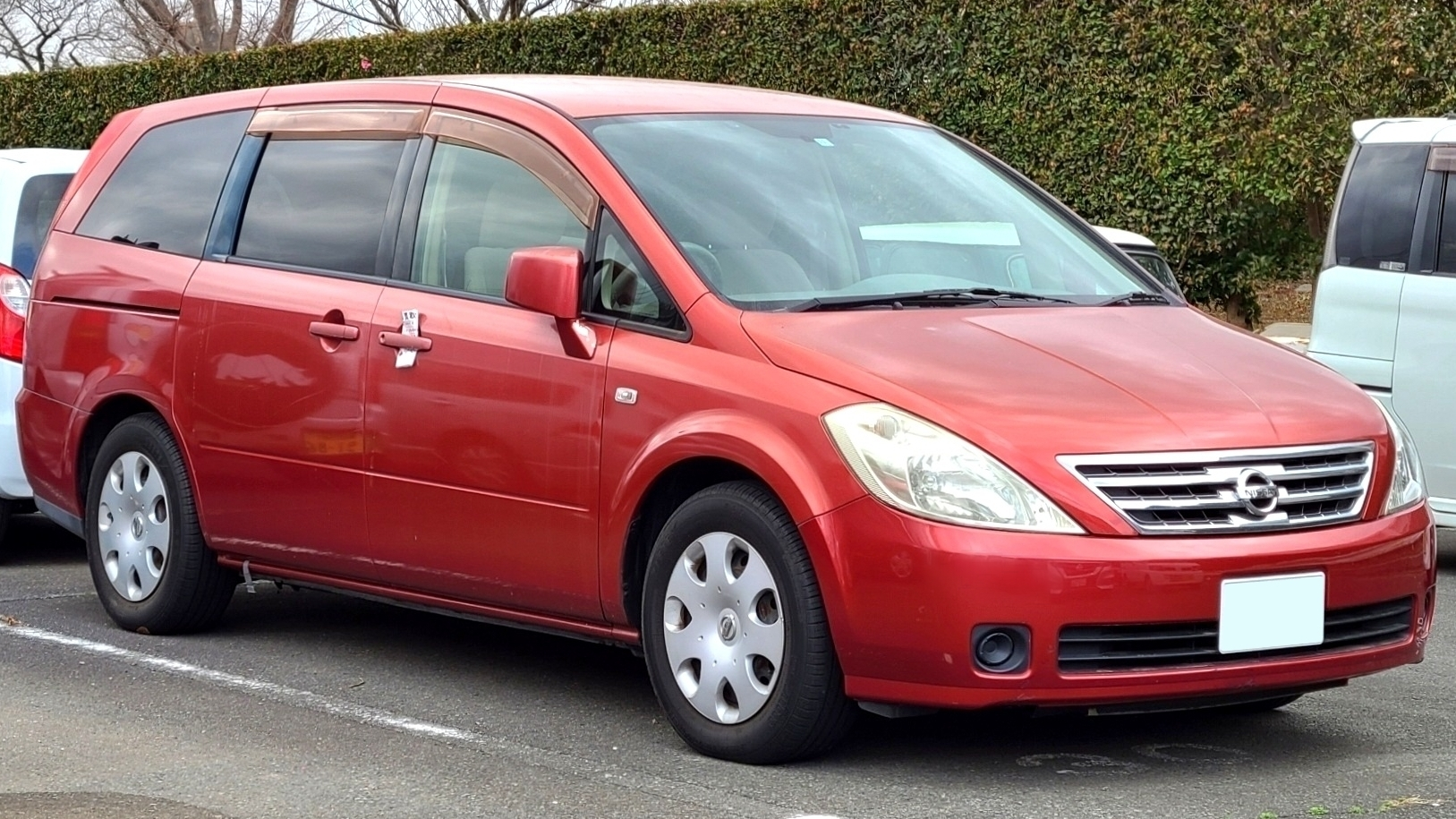
Seconda generazione

I modelli a trazione anteriore sono dotati del sistema EBD (Electronic Braking Force Distribution), ovvero un ripartitore elettronico di frenata, che utilizza l'elettronica per distribuire in modo ottimale e uniforme la forza frenante tra le ruote anteriori e posteriori in base alle variazioni e trasferimento di peso e carico e al beccheggio della vettura. Questo sistema funziona in tandem con il sistema Braking Assist (un servofreno con un meccanismo di assistenza meccanica a due stadi con in più dotato di ABS). Di conseguenza, si ottengono frenate più potenti ma con una minore pressione sul pedale in situazioni di frenata di emergenza.

## Seconda generazione (U31; 2003-2009)

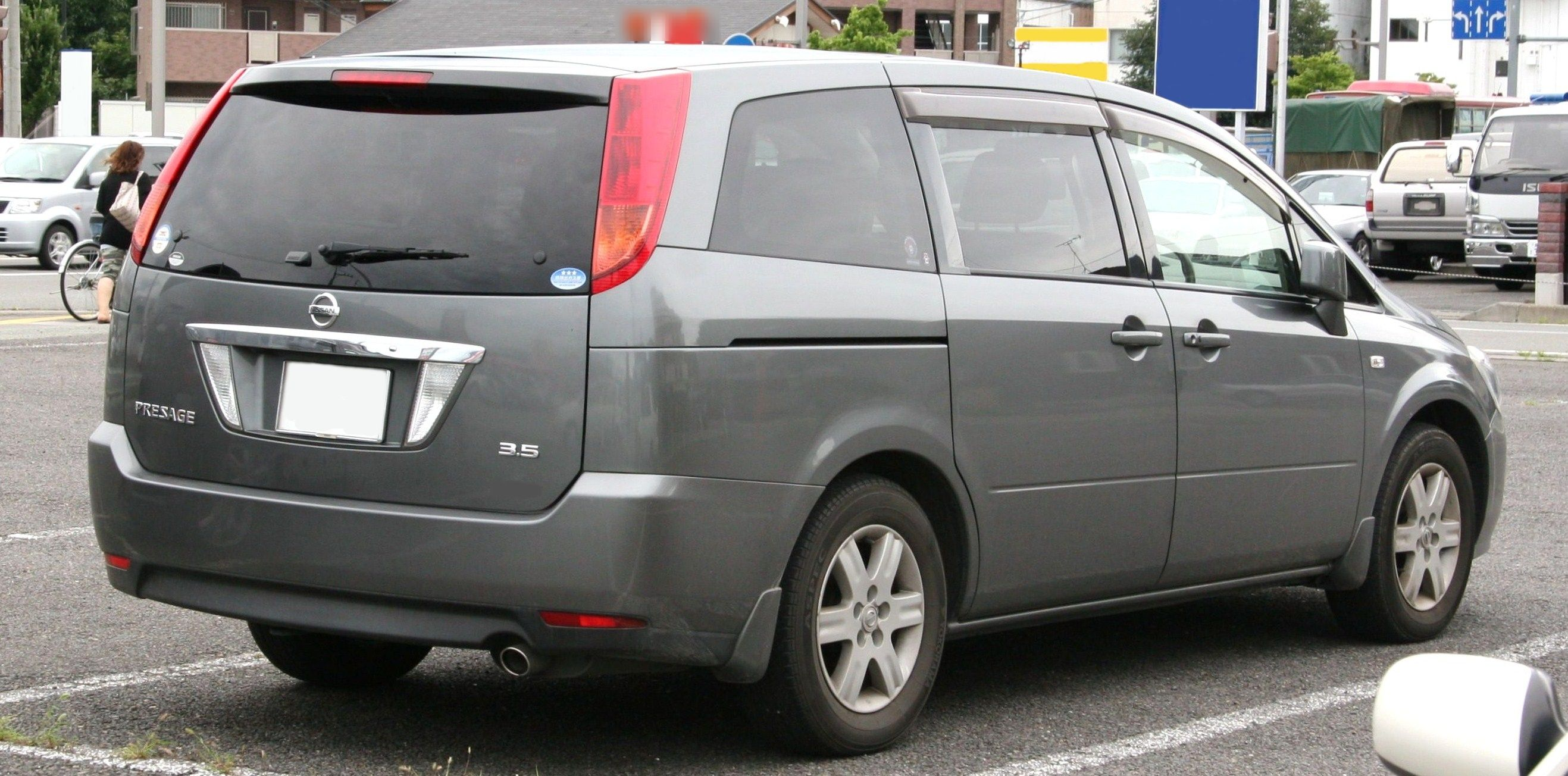
Retro seconda generazione

La seconda generazione ha debuttato nel giugno 2003 con una configurazione a sette o otto posti. Le porte laterali posteriori sono state modificate con delle nuove avente meccanismo d'azione mento  scorrevole. La nuova Presage viene costruita su una piattaforma, utilizzata anche per la Teana e per la Nissan Murano nordamericana.

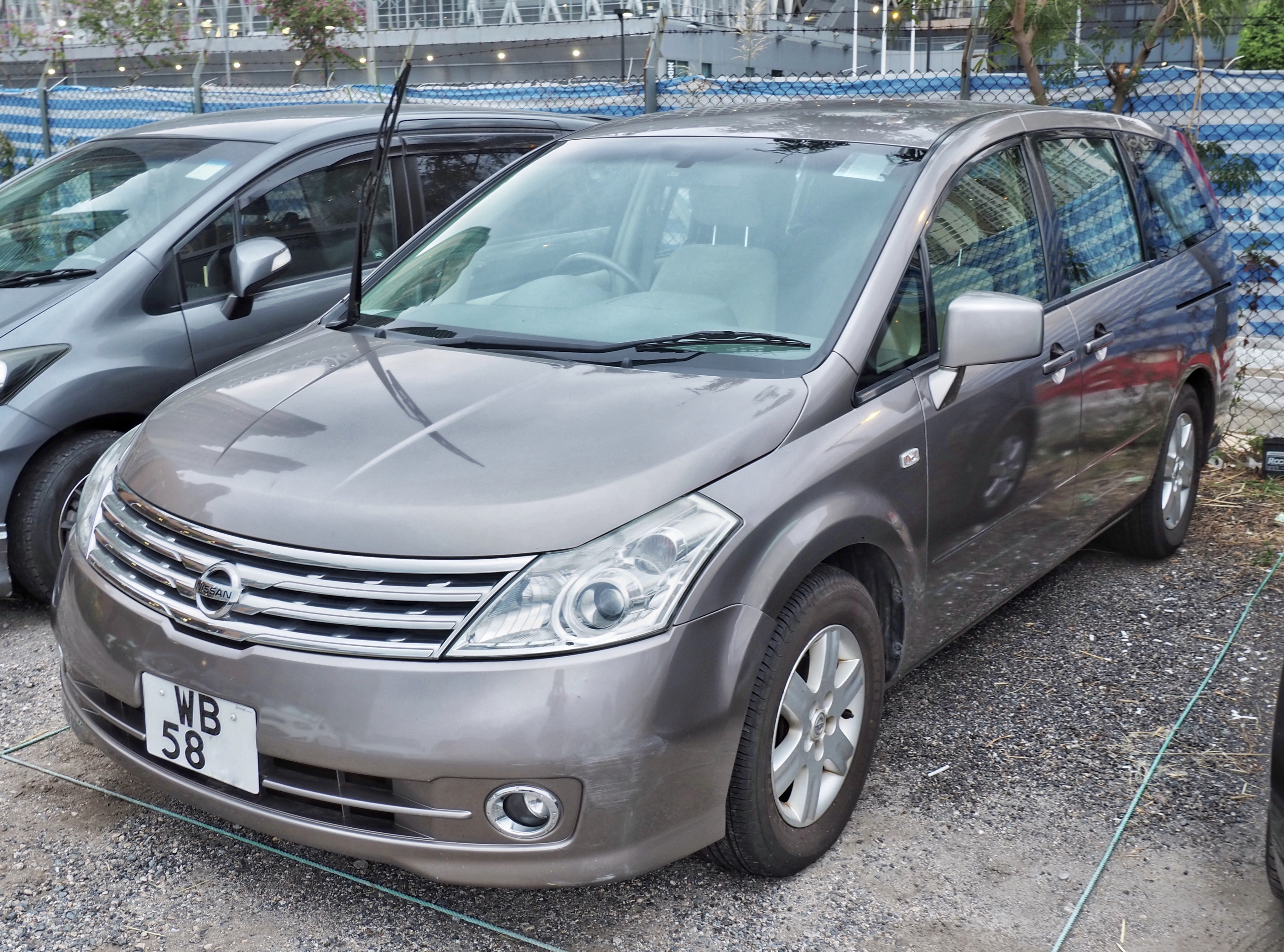
Restyling seconda generazione

Anche i motori sono ripresi dalla Teana: un quattro cilindri da 2,5 litri e un V6 da 3,5 litri. Questi motori sono accoppiati ad un cambio automatico a quattro velocità o un CVT a variazione continua. Per facilitare la retromarcia, c'è una telecamera. 
Successivamente è stata sottoposta ad un lieve restyling che ha interessato il frontale e il cruscotto.
La produzione è terminata nel 2009.